# Jules Piel
Pour les articles homonymes, voir Piel.
Jules Piel, né le 1er octobre 1882 à Paris dans le 18e arrondissement et mort le 19 septembre 1978 à Orléans, est un dessinateur et un graveur de billets de banque et timbres-poste français.

## Biographie
Étudiant à l'école Estienne, dans laquelle il est l'élève d'Henri-Joseph Dubouchet, il entre ensuite aux Beaux-Arts de Paris, où il a pour maître Jules Jacquet.
Deuxième second grand prix de Rome en taille douce en 1908 et premier grand prix en 1910, il réside à Rome à la Villa Médicis jusqu'à sa mobilisation en 1914. Après la guerre, il y retourne finir ses études jusqu'en 1920.
Le 22 juin 1926, il épouse à Paris, 16e arrondissement, Madeleine Marguerite Edmée Pouré.
Chevalier en 1937, puis officier de la Légion d'honneur en 1947, il est fait commandeur de l'ordre national du Mérite en 1976.

## Œuvres
Il réalise de nombreux timbres, comme graveur ou comme dessinateur, des billets de banque, des gravures, des illustrations de livres ...

### Timbres
- Rapides de la Conoe, Côte d’Ivoire 1936[4]
- Jean Jaurès à la tribune de l'Assemblée Nationale, France, 40 centimes, émis en 1936.
- IIIè centenaire des Antilles à l'effigie de Pierre Belain d'Esnambuc, Martinique, série de plusieurs timbres de couleurs différentes (de 40c gris, de 50c vermillon, de 1F50 bleu)
- Carcassonne, émis en 1938, dessiné par Roger Chapelain-Midy
- Maréchal Pétain, émis en 1941, dessin et gravure de Jules Piel
- Lavallette, émis en 1954, dessin et gravure de Jules Piel
- Marianne de Muller, timbre d'usage courant, émis en 1955, dessinée par Louis-Charles Muller[5]
- Rugby, émis en 1956, dessiné par Raoul Serres[6]
- Moissonneuse, émis en 1957, dessinée par Louis-Charles Muller[5]
- Marianne à la nef, timbre d'usage courant français, émis le 27 juillet 1959, dessinée par André Regagnon[5]
- Marianne de Decaris, timbre d'usage courant français, émis en 1960, dessinée par Albert Decaris[5]
- Jeu d'échecs, émis en 1966, dessiné par Clément Serveau
- Ambulancière, Croix-Rouge, émis en 1966, dessin et gravure de Jules Piel

### Billets de banque
- le 5000 francs Union française
- le 5000 francs Victoire
- le 5000 francs Terre et Mer
- le 10000 francs Génie Français
- le 500 francs Victor Hugo
- le 1000 francs Richelieu
- le 5000 francs Henri IV
- le 10000 francs Bonaparte
- le 10 francs Voltaire
- le 50 francs Racine
- le 100 francs Corneille
- le 500 francs Molière